# Europejska Nagroda Muzyczna - wyróżnienia specjalne
Wyróżnienia specjalne przyznawane podczas rozdań Europejskich Nagród Muzycznych.

## Ultimate Legend Award
- 2008 - Paul McCartney

## Global Icon Award
- 2010 - Bon Jovi
- 2011 - Queen